# Apóllon Lemeszú
Az Apóllon Lemeszú (görögül: Απόλλων Λεμεσού; nyugaton: Apollon Limassol) ciprusi sportklub, amely Limassolban működik. Labdarúgó-, kosárlabda- és röplabdacsapata van. 